# Bismarck Barreto Faria
Bismarck Barreto Faria (Niterói, 1969. szeptember 17. –) brazil válogatott labdarúgó.
A brazil válogatott tagjaként részt vett az 1990-es világbajnokságon.

## Statisztika
| Brazil válogatott | Brazil válogatott | Brazil válogatott |
| Időszak           | Mérk.             | gól               |
| ----------------- | ----------------- | ----------------- |
| 1989              | 7                 | 1                 |
| 1990              | 4                 | 0                 |
| Összesen          | 11                | 1                 |